# Phlogiellus brevipes
Phlogiellus brevipes är en spindelart som först beskrevs av Tamerlan Thorell 1897. Phlogiellus brevipes ingår i släktet Phlogiellus och familjen fågelspindlar.
Artens utbredningsområde är Myanmar. Inga underarter finns listade i Catalogue of Life.